# Ringbanan
|  | Unknown BSicon "LSTR" |

|  | Unknown BSicon "KBHFxe" |

|  | Unknown BSicon "SKRZ-Ao" |

|  | Stop on track |

|  | Stop on track |

|  | Unknown BSicon "ABZgl" | Unknown BSicon "exLSTRq" |

|  | Unknown BSicon "SKRZ-Au" |

|  | Unknown BSicon "tSTRa" |

|  | Unknown BSicon "tBHF" |

|  | Unknown BSicon "tSTRe" |

|  | Stop on track |

|  | Unknown BSicon "hKRZWae" |

|  | Unknown BSicon "tSTRa" |

|  | Unknown BSicon "tHST" |

|  | Unknown BSicon "tBHF" |

| Airport | Unknown BSicon "tBHF" |  |

|  | Unknown BSicon "tHST" |

|  | Unknown BSicon "tSTRe" |

|  | Station on track |

|  | Unknown BSicon "ABZg+l" | Unknown BSicon "LSTRq" |

|  | Station on track |

|  | Station on track |

|  | Unknown BSicon "LSTR" |

|  | Unknown BSicon "LSTR" |

|  | Unknown BSicon "KBHFxe" |

|  | Unknown BSicon "SKRZ-Ao" |

|  | Stop on track |

|  | Stop on track |

|  | Unknown BSicon "ABZgl" | Unknown BSicon "exLSTRq" |

|  | Unknown BSicon "SKRZ-Au" |

|  | Unknown BSicon "tSTRa" |

|  | Unknown BSicon "tBHF" |

|  | Unknown BSicon "tSTRe" |

|  | Stop on track |

|  | Unknown BSicon "hKRZWae" |

|  | Unknown BSicon "tSTRa" |

|  | Unknown BSicon "tHST" |

|  | Unknown BSicon "tBHF" |

| Airport | Unknown BSicon "tBHF" |  |

|  | Unknown BSicon "tHST" |

|  | Unknown BSicon "tSTRe" |

|  | Station on track |

|  | Unknown BSicon "ABZg+l" | Unknown BSicon "LSTRq" |

|  | Station on track |

|  | Station on track |

|  | Unknown BSicon "LSTR" |

Ringbanan

Ringbanan (på finska Kehärata) är en fortsättning av Vandaforsbanan från Vandaforsen via Helsingfors-Vanda flygplats till Sandkulla där den ansluter till finska stambanan. Ringbanan, med en längd av 18 km, varav 8 km i tunnel under flygfältets landningsbanor, öppnades för trafik i juli 2015, och trafikeras av närtågslinjerna I och P.

## Historia och förverkligande
Banans ursprungliga namn, Marjabanan, kom från finskans Martinlaakson radan jatke, vilket betyder Mårtensdalsbanans fortsättning. Vanda stadsfullmäktige beslöt i januari 2005 att banans namn ska ändras till Ringbanan. Namnen på stationerna kommer från historiska namn i stationens omnejd eller så beskriver det verksamheterna kring stationen. 
Järnvägens grundsten murades 6 mars 2009 och det egentliga arbetet kom i gång i april. Banan togs i bruk 1 juli 2015

## Ekonomi
Enligt generalplanen kostar den nya järnvägsförbindelsen 590 miljoner euro, med ett kostnadsnyttoindex på 1,5. Av detta står staten för 68,5 % och Vanda stad för 31,5 %. Staten har på våren 2008 reserverat 374 miljoner euro för åren 2009–2014 för byggandet i sin budgetram. Dessutom deltar Finavia i kostnaderna för flygterminalen med 30 miljoner euro. 
Europeiska unionen bidrar med 17,76 miljoner euro till byggandet av Ringbanan. Stödet som betalas ut stegvis åren 2009-2013 gäller banlinjen, stationer och stationsarrangemang. Det är frågan om ett så kallat TEN-stöd (Trans-European Networks). En del av Finlands järnvägsnät hör till TEN-nätverket.

## Bildgalleri

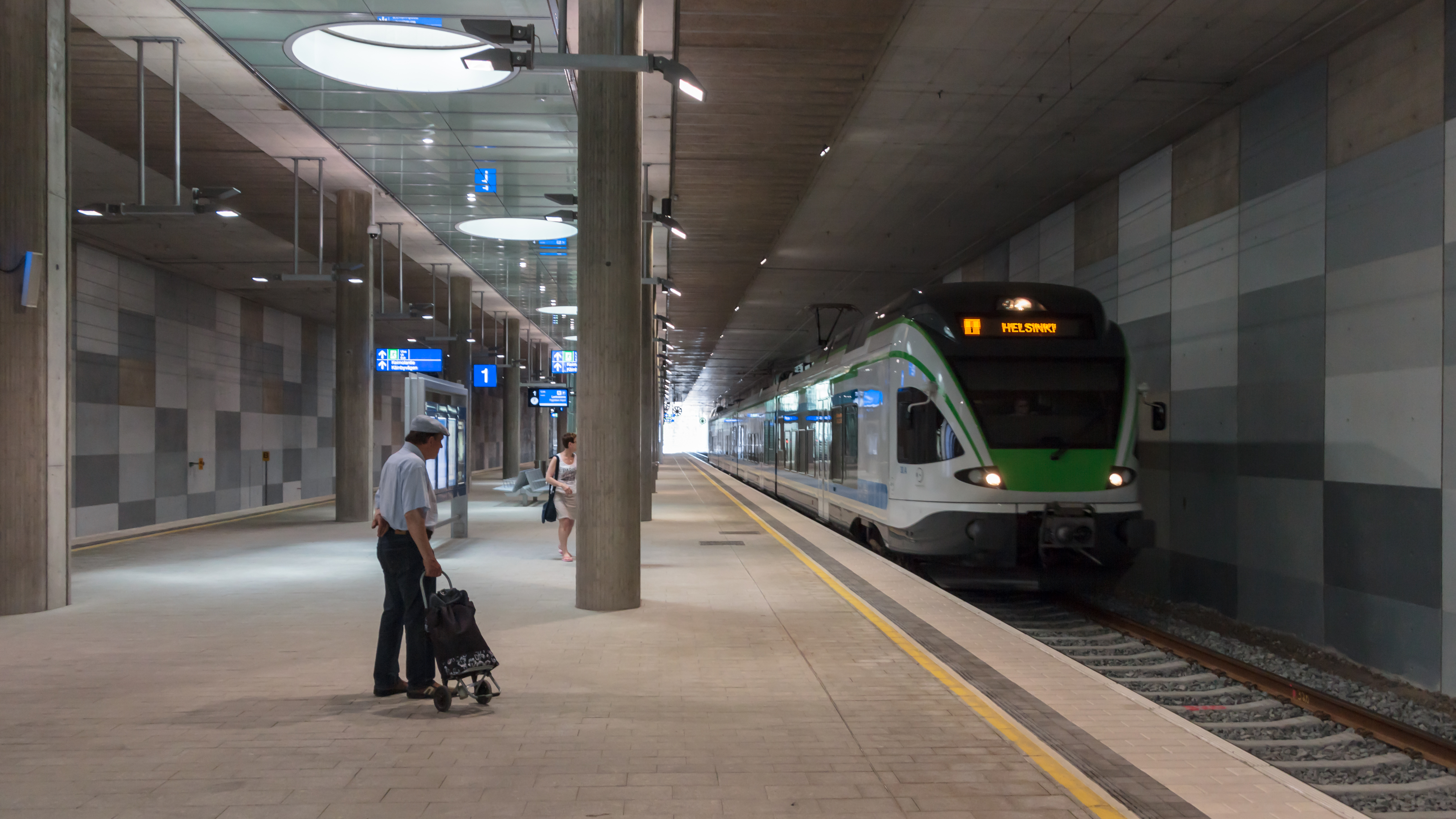
Kivistö
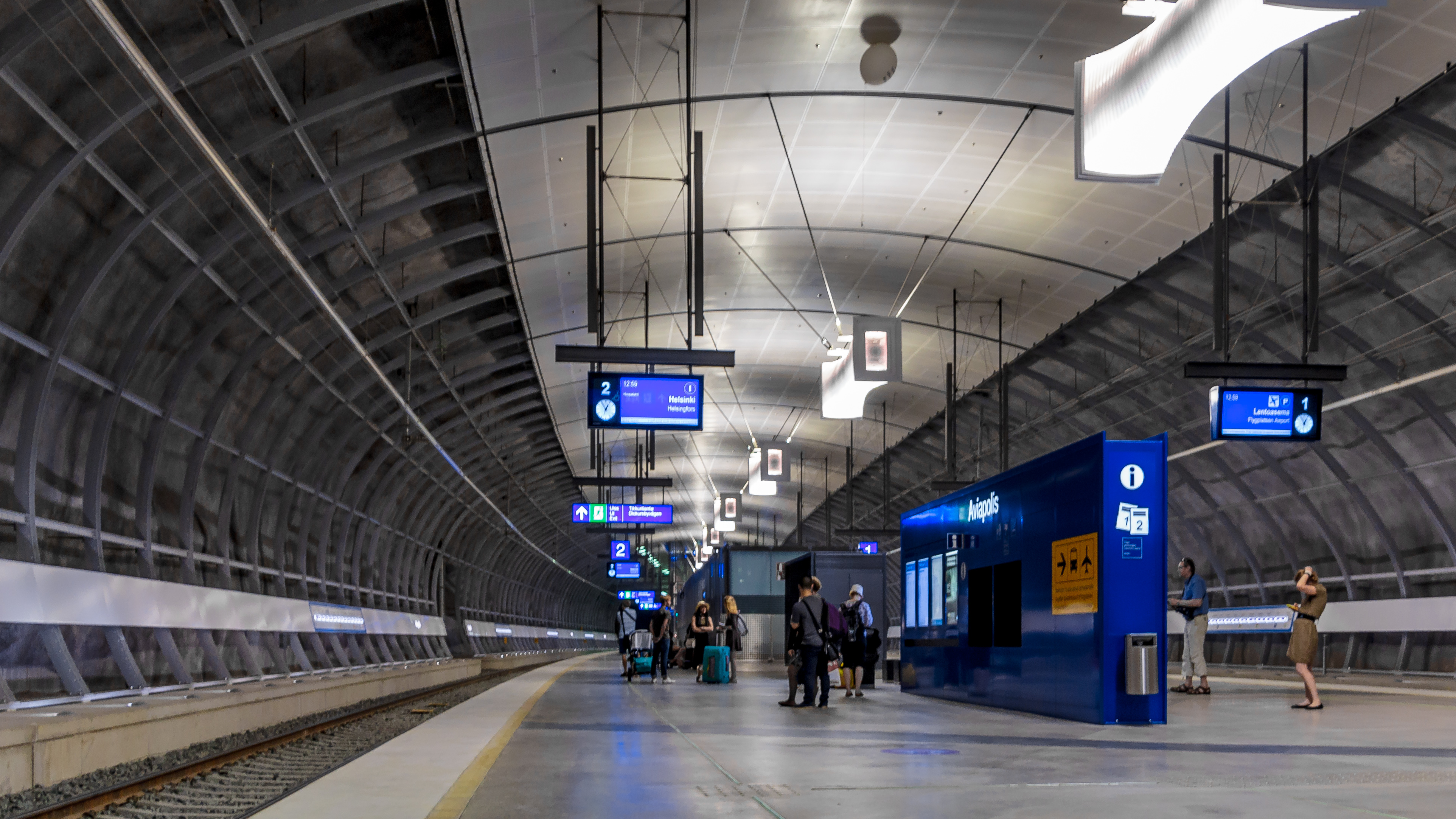
Aviapolis
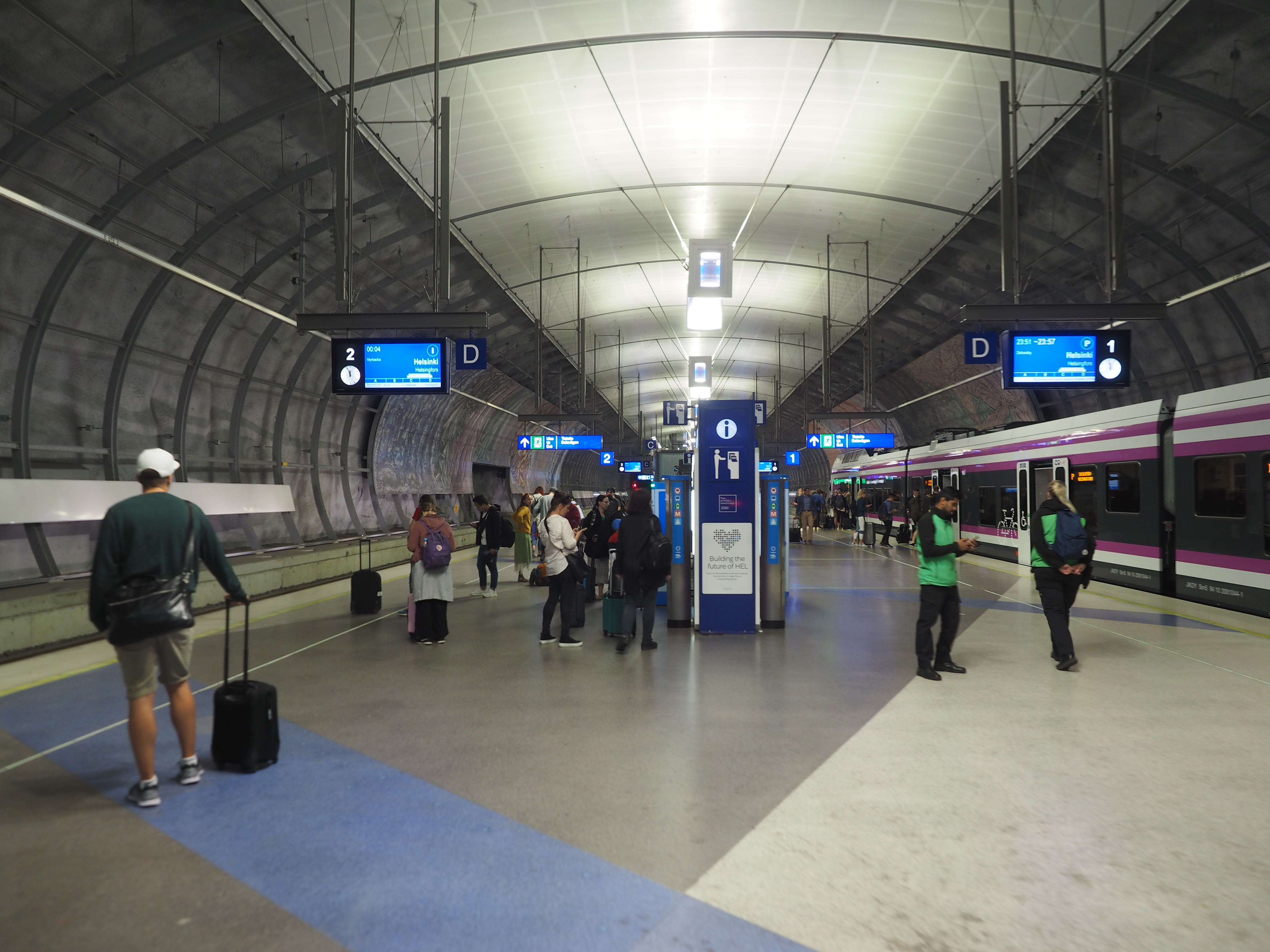
Flygplatsen
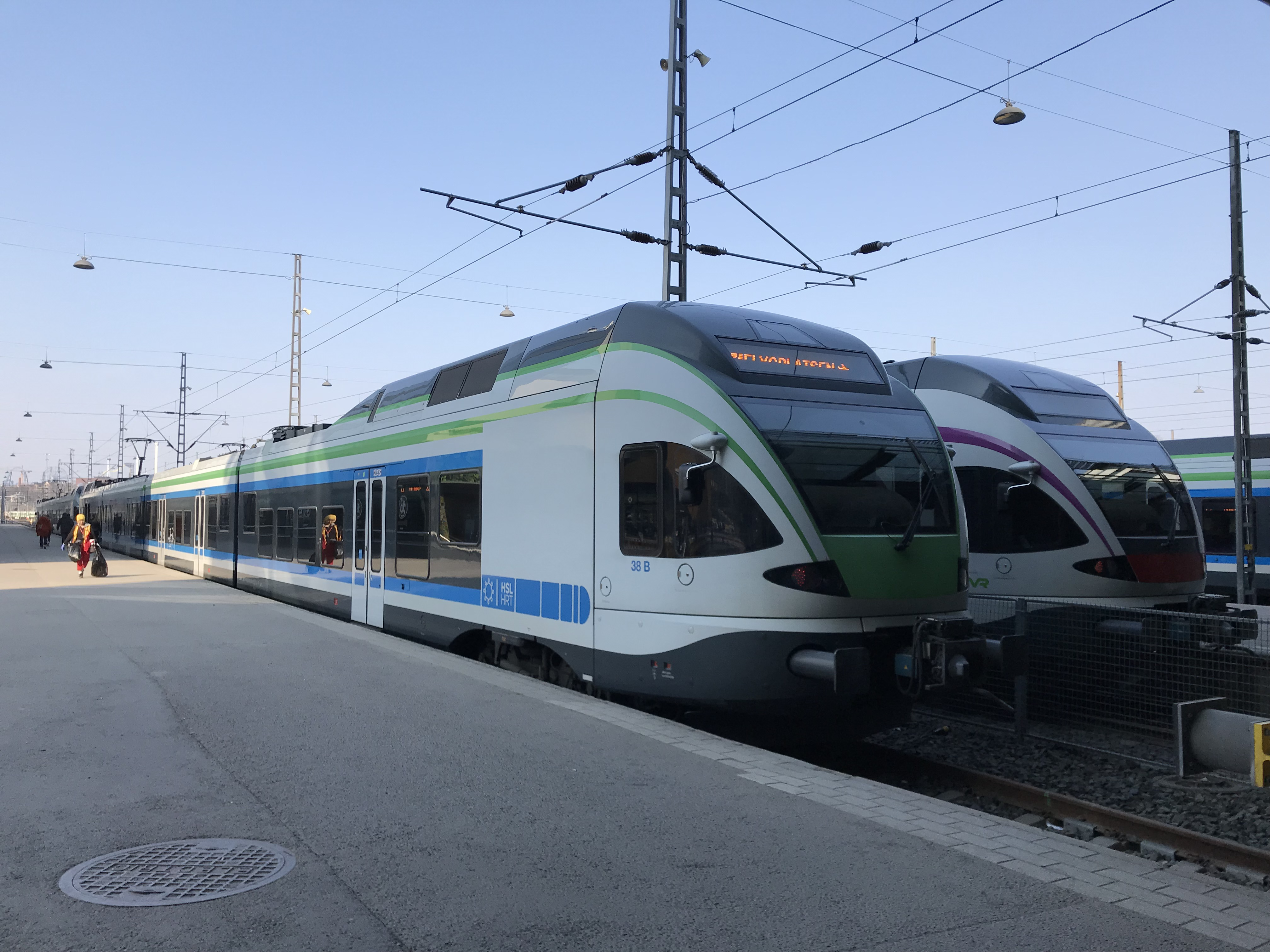
Stadler Flirt-motorvagnståg vid Helsingfors centralstation, startklart mot Helsingfors-Vanda flygplats